# Pakistanische Cricket-Nationalmannschaft in Sri Lanka in der Saison 2022
Die Tour der pakistanischen Cricket-Nationalmannschaft nach Sri Lanka in der Saison 2022 fand vom 16. bis zum 28. Juli 2022 statt. Die internationale Cricket-Tour war Bestandteil der Internationalen Cricket-Saison 2022 und umfasste zwei Tests. Die Tests waren Bestandteil der ICC World Test Championship 2021–2023. Die Serie endete 1–1 unentschieden.

## Vorgeschichte
Sri Lanka bestritt zuvor eine Tour gegen Australien, Pakistan gegen die West Indies. Das letzte Aufeinandertreffen der beiden Mannschaften bei einer Tour fand in der Saison 2019/20 in Pakistan statt.

## Stadion
Das folgende Stadion wurde für die Tour als Austragungsort vorgesehen. Ursprünglich sollte der zweite Test im R. Premadasa Stadium in Colombo ausgetragen werden, wurde jedoch auf Grund der dortigen Proteste gegen die Regierung ebenfalls nach Galle verlegt.
| Stadion                     | Stadt | Kapazität | Spiele       |
| --------------------------- | ----- | --------- | ------------ |
| Galle International Stadium | Galle | 35.000    | 1. & 2. Test |

## Kaderlisten
Pakistan benannte seinen Kader am 22. Juni 2022.
Sri Lanka benannte seinen Kader am 14. Juli 2022.
| Test | Test |
| Sri Lanka | Pakistan |
| --- | --- |
| - Dimuth Karunaratne (K) - Dinesh Chandimal - Dhananjaya de Silva - Niroshan Dickwella (wk) - Asitha Fernando - Oshada Fernando - Vishwa Fernando - Prabath Jayasuriya - Dilshan Madushanka - Lakshitha Manasinghe - Angelo Mathews - Kamindu Mendis - Kusal Mendis - Ramesh Mendis - Pathum Nissanka - Kasun Rajitha - Maheesh Theekshana - Jeffrey Vandersay - Dunith Wellalage | - Babar Azam (K) - Mohammad Rizwan (VK, wk) - Abdullah Shafique - Azhar Ali - Faheem Ashraf - Fawad Alam - Haris Rauf - Hasan Ali - Imam-ul-Haq - Mohammad Nawaz - Naseem Shah - Nauman Ali - Salman Ali Agha - Sarfaraz Ahmed (wk) - Saud Shakeel - Shaheen Afridi - Shan Masood - Yasir Shah |

## Tour Match
| 11. – 13. Juli Scorecard | Colombo (CCC) | Pakistan 323 (100) & 178-2 (50) | – | Sri Lanka Cricket XI 375-8 (99) |
|                          |               | Remis                           |   |                                 |

## Tests

### Erster Test in Galle
| 16. – 20. Juli Scorecard | Galle | Sri Lanka 222 (66.1) & 337 (100) | – | Pakistan 218 (90.5) & 344-6 (127.2) |
|                          |       | Pakistan gewinnt mit 4 Wickets   |   |                                     |

Sri Lanka gewann den Münzwurf und entschied sich als Schlagmannschaft zu beginnen. Eröffnungs-Batter Oshada Fernando konnte zusammen mit dem dritten Schlagmann Kusal Mendis eine erste Partnerschaft aufbauen. Mendis schied nach 21 Runs aus und kurz darauf auch Fernando nach 35 Runs. Daraufhin etablierte sich Dinesh Chandimal und an seiner Seite erreichte Dhananjaya de Silva 14 Runs. Nachdem er mit Maheesh Theekshana einen Partner gefunden hatte, schied Chandimal nach einem Half-Century über 76 Runs aus. Theekshana konnte noch 38 Runs erreichen, bevor er das letzte Wicket für Sri Lanka verlor. Bester pakistanischer Bowler war Shaheen Afridi mit 4 Wickets für 58 Runs. Pakistan begann mit Abdullah Shafique der 13 Runs erzielte, bevor der tag beim Stand von 24/2 endete. Am zweiten Tag etablierte sich Kapitän Babar Azam und an seiner Seite erzielten Mohammad Rizwan 19 Runs, Yasir Shah 18 Runs und Hasan Ali 17 Runs. Azam verlor dann das letzte Wicket nach einem Century über 119 Runs aus 244 Bällen und stellte so einen Rückstand von 4 Runs nach dem Ende des Innings her. Bester sri-lankischer Bowler war Prabath Jayasuriya mit 5 Wickets für 82 Runs. Für Sri Lanka etablierte sich Oshada Fernando und bis zum Ende des Tages verlor Dimuth Karunaratne sein Wicket nach 16 Runs und sorgte so für den Stand von 36/1. Am dritten Tag fand Fernando mit Kusal Mendis einen neuen Partner. Fernando schied nach einem Fifty über 64 Runs aus und Mendis bildete eine weitere Partnerschaft mit Dinesh Chandimal, bevor er nach einem Half-Century über 76 Runs sein Wicket verlor. An der Seite von Chandimal erreichten dann Dhananjaya de Silva 20 Runs und Ramesh Mendis 22 Runs, bevor der Tag beim Stand von 329/9 endete. Am vierten Tag endete das Innings dann mit einer Vorgabe von 342 Runs für Pakistan, und Chandimal blieb ungeschlagen mit 94* Runs. Beste pakistanische Bowler waren Mohammad Nawaz mit 5 Wickets für 88 Runs und Yasir Shah mit 3 Wickets für 122 Runs. Für Pakistan etablierte sich dann Eröffnungs-Batter Abdullah Shafique. An seiner Seite erreichte Imam-ul-Haq 35 Runs und Babar Azam ein Fifty über 55 Runs, bevor der Tag beim Stand von 222/3 endete. Am fünften Tag erreichte Mohammad Rizwan 40 Runs, bevor Shafique zusammen mit Mohammad Nawaz die Vorgabe einholte. Shafique erreichte dabei ein Century über 160* Runs aus 408 Bällen und Nawaz 19* Runs. Bester Bowler für Sri Lanka war Prabath Jayasuriya mit 4 Wickets für 135 Runs.

### Zweiter Test in Galle
| 24. – 28. Juli Scorecard | Galle | Sri Lanka 378 (103) & 360-8d (91.5) | – | Pakistan 231 (88.1) & 261 (77) |
|                          |       | Sri Lanka gewinnt mit 246 Runs      |   |                                |

Sri Lanka gewann den Münzwurf und entschied sich als Schlagmannschaft zu beginnen. Die sri-lankischen Eröffnungs-Battern Oshada Fernando und Dimuth Karunaratne bildeten eine erste Partnerschaft. Fernando schied nach einem Half-Century über 50 Runs aus und an der Seite von Karunaratne folgte Angelo Mathews. Nachdem Karunaratne mit 40 Runs ausgeschieden war, folgte ihm Dinesh Chandimal, der 80 Runs erreichte, und Dhananjaya de Silva mit 33 Runs. Daraufhin endete der Tag beim Stand von 315/7. Am zweiten Tag konnten Niroshan Dickwella 51 Runs und Ramesh Mendis 35 Runs erzielen und das Innings endete nach 378 Runs. Beste pakistanische Bowler waren Naseem Shah mit 3 Wickets für 58 Runs und Yasir Shah mit 3 Wickets für 83 Runs. Für Pakistan konnte Eröffnungs-Batter Imam-ul-Haq mit dem dritten Schlagmann Babar Azam eine Partnerschaft aufbauen. Azam schied nach 16 Runs aus, Imam-ul-Haq nach 32 Runs und die hereinkommenden Mohammad Rizwan und Fawad Alam gelangen jeweils 24 Runs. Salman Ali Agha konnte dann ein Half-Century über 62 Runs erreichen, bevor der Tag nach dem Fall seines Wickets beim Stand von 191/7 endete. Am dritten Tag erreichten noch Yasir Shah 26 Runs und Hasan Ali 21 Runs, bevor das letzte Wicket fiel und Pakistan einen Rückstand von 147 Runs hatte. Beste sri-lankische Bowler waren Ramesh Mendis mit 5 Wickets für 47 Runs und Prabath Jayasuriya mit 3 Wickets für 80 Runs. Für Sri Lanka begannen Niroshan Dickwella mit 15, Oshada Fernando mit 19 und Kusal Mendis mit 15 Runs, bevor Angelo Mathews und Dinesh Chandimal eine Partnerschaft bildeten. Mathews schied nach 35 Runs aus und Chandimal nach 21 Runs, woraufhin sich Dimuth Karunaratne zusammen mit Dhananjaya de Silva etablierten und den Tag beim Stand von 176/5 beendeten. Am vierten Tag verlor Karunaratne nach einem Fifty über 61 Runs sein Wicket und der hineinkommende Dunith Wellalage erreichte 18 Runs. Eine letzte Partnerschaft bildete dann de Silva zusammen mit Ramesh Mendis und nachdem de Silva nach einem Century über 109 Runs aus 171 Vällen sein Wicket verlor deklarierte Sri lanka das Innings. Mendis hatte zu diesem Zeitpunkt 45* Runs erreicht und Pakistan eine Vorgabe von 508 Runs erhalten. Beste pakistanische Bowler waren Naseem Shah mit 2 Wickets für 44 Runs und Mohammad Nawaz mit 2 Wickets für 75 Runs. Bis zum Tagesende verlor Abdullah Shafique sein Wicket nach 16 Runs und der Tag endete beim Stand von 89/1. Am fünften Tag bildeten Imam-ul-Haq und Babar Azam eine Partnerschaft. Imam-ul-Haq schied nach 49 Runs aus und an der Seite von Azam konnte Mohammad Rizwan 37 Runs erreichen. Azam verlor dann sein Wicket nach einem Fifty über 81 Runs und nachdem Mohammad Nawaz 12 Runs und Yasir Shah 27 Runs erreichten, verlor Naseem Shah nach 18 Runs das letzte Wicket und besiegelte damit die Niederlage. Beste Bowler für Sri Lanka waren Prabath Jayasuriya mit 5 Wickets für 117 Runs und Ramesh Mendis mit 4 Wickets für 101 Runs. Als Spieler des Spiels wurde Dhananjaya de Silva ausgezeichnet.

## Auszeichnungen

### Player of the Series
Als Player of the Series wurden der folgende Spieler ausgezeichnet.
| Serie | Player of the Series |
| ----- | -------------------- |
| Test  | Prabath Jayasuriya   |

### Player of the Match
Als Player of the Match wurden die folgenden Spieler ausgezeichnet.
| Spiel   | Player of the Match |
| ------- | ------------------- |
| 1. Test | Abdullah Shafique   |
| 2. Test | Dhananjaya de Silva |